# П'єтро I (граф Савойський)
П'єтро I (італ. Pietro I; бл. 1047– 9 серпня 1078) — 4-й граф Мор'єнна, Аости, Савої, маркіз Турина і Суз в 1060—1078 роках.

## Біографія
Походив з Савойського дому. Старший син Оттона I, графа Мор'єнна, Аости, Савої, та Аделаїди Туринської. Народився близько 1047 року. У 1060 році після смерті батька успадкував трон. Втім через малий вік регентство очолила його мати. 1064 року відбувся його шлюб з донькою герцога Аквітанського.
Посилення впливу династії почалося 1066 року після шлюбу сестри П'єтро I — Берти — з Генріхом IV, імператором Священної Римської імперії. 1070 року останній ініціював розлучення П'єтро з дружиною. Втім граф Савойський залишився вірним імператорові.
1077 року дозволив імператору Генріху IV пройти до тосканського замку Каносса на зустріч з папою римським Григорієм VII. Імператора супроводжувала регентша Аделаїда. Натомість Генріх IV передав графу П'єтро I Агоне (в подальшому відоме як Старе Шабле) між Мартіньї і Веве. Невдовзі граф Мор'єнна підтримав Кіліберта, єпископа Тирунського проти Бенедикта II, абата монастиря Св. Михаїла.
У липні 1078 року разом зі своєю матір'ю та братом зробив пожертву абатству Новалеса. Невдовзі загинув внаслідок нещасного випадку або під час якоїсь збройної сутички. Усі графства успадкував його брат Амадей II, а маркграфство Туринське — чоловік його доньки — Фредерік де Монбельяр.

## Родина
Дружина — Агнес, донька Вільгельма VII, герцога Аквітанії
Діти:
- Агнеса (д/н—після 1110), дружина графа Фредеріка де Монбельяра
- Аліса (д/н — бл. 1111), дружина Боніфація Алерамічі, маркграфа Савони і Салуццо
- Берта (д/н— бл. 1111), дружина Педро I, короля Арагони